# Albert Salomon (Soziologe)
Albert Salomon (* 8. Dezember 1891 in Berlin; † 18. Dezember 1966 in New York, NY) war ein US-amerikanischer Soziologe deutscher Herkunft, der 1935 nach New York emigrierte und dort bis zu seinem Tod an der New School for Social Research forschte und lehrte.

## Leben
Albert Salomon entstammte einer seit 1765 in Berlin ansässigen jüdischen Familie. Sein Vater, Ernst Salomon, war Lederimporteur, seine Mutter Marianne war die Tochter des Hamburger Kaffeeimporteurs Leopold Bunzel. Seine Tante Alice Salomon war eine bekannte Sozialreformerin und Frauenrechtlerin.
Sein Studium begann er 1910 an der Berliner Universität. Hier studierte er zunächst Kunstgeschichte bei Heinrich Wölfflin und Religionsgeschichte bei Adolf von Harnack, beschäftigte sich mit den Arbeiten Wilhelm Diltheys und ließ sich nachhaltig von Georg Simmel beeindrucken. Später ging er nach Süddeutschland und studierte zunächst kurzfristig bei Heinrich Rickert in Freiburg; anschließend besuchte er in Heidelberg geisteswissenschaftliche Vorlesungen und Seminare, u. a. bei Erich Frank, Karl Jaspers, Emil Lask und Friedrich Gundolf, über den er mit dem George-Kreis in Berührung kam. Näher als der George-Kreis wurde ihm die zum jour fixe bei Marianne Weber und Max Weber versammelte Runde, wo er unter anderem Ernst Bloch, Emil Lederer, Georg Lukács, Karl Mannheim und Hans Staudinger kennenlernte.
Während des Ersten Weltkriegs diente Salomon als einfacher Soldat in einem Feldlazarett. Anschließend arbeitete er im Lederimportgeschäft seines Vaters und als Bankangestellter. 1921 wurde er mit der Studie Der Freundschaftskult des 18. Jahrhunderts in Deutschland von Gerhard Anschütz, Eberhard Gothein, Emil Lederer und Heinrich Rickert in Heidelberg promoviert.
Nachdem Salomon sich zunächst aus der akademischen Welt zurückgezogen hatte, holte ihn 1926 Hans Simons als Dozenten an die 1920 gegründete Deutsche Hochschule für Politik in Berlin. Im selben Jahr veröffentlichte er einen grundlegenden Aufsatz über Max Weber in der Zeitschrift Die Gesellschaft. Internationale Revue für Sozialismus und Politik, deren redaktionelle Verantwortung er 1928 anstelle des zum Finanzminister berufenen Rudolf Hilferding übernahm. Als Herausgeber setzte er vornehmlich auf junge, seinerzeit kaum bekannte Autoren wie z. B. Hannah Arendt, Walter Benjamin, Ernst Fraenkel, Theodor Geiger, Eckart Kehr und Herbert Marcuse, so dass die Zeitschrift unter seiner Ägide ein neues Gesicht erhielt; Salomon meinte, er habe „eine Elite von Radikalen“ in der Gesellschaft versammeln wollen.
1931 erhielt Salomon einen Ruf als Honorarprofessor für Soziologie an das Berufspädagogische Institut in Köln. Kurz darauf erkrankte er an Polio, was zu einer lebenslangen Behinderung führte. 1933 verlor er sein Amt im Zuge des sogenannten Gesetzes zur Wiederherstellung des Berufsbeamtentums. 1935 emigrierte er mit Frau und Tochter – sein Sohn wurde bereits im Exil geboren – über die Schweiz nach New York, wo er an der „University in Exile“ der New School for Social Research bis zu seinem Tod 1966 tätig war. Die bekanntesten seiner dortigen Schüler sind Peter L. Berger und Thomas Luckmann.

## Werk
Mit seinen Arbeiten während der Weimarer Epoche stellte Salomon sich in die Tradition der verstehenden Soziologie Max Webers, den er 1926 in seinem Aufsatz für Die Gesellschaft zu einem „bürgerlichen Marx“ erklärte. Damit deutet sich zugleich die zweite Traditionslinie an, durch die Salomons Frühwerk geprägt ist: Salomon positionierte sich auf der Seite einer sozialistischen und gegenüber einer bürgerlichen Soziologie, da er im Sinne von Karl Marx die bürgerliche Epoche ihrem Ende entgegengehen sah. Allerdings legte er Wert auf die Feststellung, dass „der Geist von Marx nicht mit den Marxisten“ ist; in seinem Sozialismus-Verständnis folgte er seinem Förderer Emil Lederer.
Nach der Emigration, an der New School, ist es zunächst Salomons Anliegen, das geisteswissenschaftliche Erbe Europas und insbesondere die kontinentaleuropäische Soziologie in seiner neuen Heimat zu verankern. Neben Arbeiten über Autoren, die während seiner Berliner und Heidelberger Zeit zu seinem Umfeld gehört hatten, wie Georg Simmel, Karl Mannheim, Max Weber und Alfred Weber oder Ferdinand Tönnies, verlagerte sich sein Forschungsschwerpunkt in der Folge immer mehr auf Denker der Vor- und Frühgeschichte der Soziologie, wobei er eine eigenwillige, gleichwohl systematisch begründete Auswahl traf. Deutlich erkennbar präferierte er Goethe, Alexis de Tocqueville und Jacob Burckhardt, während er soziologische Klassiker wie Claude-Henri de Saint-Simon oder Auguste Comte ebenso wie Hegel und nun auch Marx kritisierte, weil sie die Soziologie mit Elementen einer säkularen Religion aufgeladen hätten.
In seinen Lehrveranstaltungen beschäftigte Salomon sich auch mit der antiken Stoa, mit Thomas von Aquin, Francisco Suárez, Joseph de Maistre, Louis-Gabriel-Ambroise de Bonald und Donoso Cortés, oder auch mit Wilhelm von Humboldt, Søren Kierkegaard und Friedrich Nietzsche. In seinen Publikationen fand dieser ideengeschichtliche Zugang zu den Sozialwissenschaften seinen Niederschlag in soziologischen Porträts, die z. B. Erasmus von Rotterdam, Hugo Grotius, Fontenelle, Goethe, Montesquieu oder Adam Smith galten. Die methodologische Relevanz dieser Porträts liegt in der Beschreibung der Wechselwirkung von biographischen, sozioökonomischen und epistemologischen Entwicklungen. Die Porträts bilden soziologische Manifestationen des gestalttheoretischen Ansatzes, dem Salomon im Kollegium der New School in der Person von Max Wertheimer begegnet.
Salomon verstand sich als Protagonist einer humanistischen Denk- und Lebensform, als deren wichtigsten Repräsentanten er Jacob Burckhardt betrachtete; entsprechend kann als sein bedeutendster Beitrag zu den Sozialwissenschaften die Grundlegung einer humanistischen Soziologie gelten. Gemäß dieser Traditionslinie setzte Salomon sich zunehmend kritisch mit Ideen der Moderne auseinander, die das Humanum zur randständigen Größe herabmindern und den Gedanken des Fortschritts zum unreflektierten Axiom erheben; Salomon erkannte darin – in einer Parallelaktion zu Karl Löwith, Leo Strauss und Eric Voegelin, mit denen er auch Kontakt pflegt – eine Ersatzreligion, die in den Totalitarismen des 20. Jahrhunderts gemündet ist. Salomons Soziologie verstand sich ebenso als Aspekt der Aufklärung – die für ihn keine zeitgeschichtliche Epoche, sondern ein transhistorisch gültiges Postulat war – wie sie selbst der Aufklärung bedurfte. Salomons Kritik galt einer Soziologie, deren erster Grund nicht der in seiner Wirklichkeit und Wirksamkeit zu verstehende Mensch „als Handelnder und Behandelter, Strebender und Leidender“ war, „der ewige Mensch, der in wechselnder Verkleidung stets derselbe bleibt“, sondern die sich im Glauben an die eigene wissenschaftliche Methode und in der Verklärung derselben erschöpft.

## Gegenwartsrelevanz
Die soziologische Traditionslinie, der Salomons Kritik galt, ist die in der Soziologie des 21. Jahrhunderts vorherrschende – z. B. in Gestalt der Systemtheorie Niklas Luhmanns oder der Theorie der rationalen Entscheidung, insbesondere aber in Gestalt der epistemologisch anspruchs- und empirisch belanglosen Praxis der quantifizierenden Sozialforschung. Andererseits sind verschiedene gegenwärtige Ansätze, z. B. die hermeneutische Wissenssoziologie oder auch Spielarten der Akteur-Netzwerk-Theorie, mit Salomons Denkweise kompatibel; sie erfahren durch seine Arbeiten eine gehaltvolle geisteswissenschaftliche Begründung und können zugleich als produktive Fortschreibung seines Ansatzes verstanden werden, so dass Salomons Werk von unveränderter Aktualität ist.
Seinen Plan einer umfassenden Monographie zur Geschichte der Sozialwissenschaften konnte Salomon zu Lebzeiten nicht mehr umsetzen. Letzteres dürfte ein Grund dafür sein, dass er, verglichen mit anderen seiner Kollegen an der New School, etwa mit Alfred Schütz, trotz der Anschlussfähigkeit seines Denkens eine zumeist nur beiläufig erwähnte Randexistenz im Fach führt, zumal sein Werk bis vor Kurzem nur schwer zugänglich war. Derzeit ist am Fachbereich Gesellschaftswissenschaften an der Universität Frankfurt am Main eine fünf Bände umfassende Werkausgabe in Arbeit. Auch erste Ergebnisse einer Rezeption des Werkes Salomons liegen inzwischen vor, u. a. eine Monographie, die Salomons Position im „intellektuellen Feld“ seiner Zeit und seinen „Denkraum“ systematisch nachvollzieht.

## Schriften (Auswahl)
- Salomon, Albert, 1921: Der Freundschaftskult im 18. Jahrhundert in Deutschland. Versuch zur Soziologie einer Lebensform. Universität Heidelberg, Dissertation (Microfiche). Wieder abgedruckt in: Zeitschrift für Soziologie, 1979, S. 279–308.
- Salomon, Albert, 1955: The Tyranny of Progress. Reflections on the Origins of Sociology. New York: Noonday Press. In deutscher Übersetzung von M. Rainer Lepsius: Fortschritt als Schicksal und Verhängnis. Betrachtungen zum Ursprung der Soziologie. Stuttgart: Enke 1957
- Salomon, Albert, 1963: In Praise of Enlightenment. Cleveland: Meridian Press.
- Salomon, Albert, 2008: Werke, Bd. 1: Biographische Materialien und Schriften 1921–1933. Mit einem Vorwort von Norman Birnbaum. Wiesbaden: VS Verlag für Sozialwissenschaften, ISBN 978-3-531-15483-1.
- Salomon, Albert, 2008: Werke, Bd. 2: Schriften 1934–1942. Mit einem Vorwort von Guy Oakes. Wiesbaden: VS Verlag für Sozialwissenschaften, ISBN 978-3-531-15697-2.
- Salomon, Albert, 2010: Werke, Bd. 3: Schriften 1942–1949. Mit einem Vorwort von Dirk Kaesler. Wiesbaden: VS Verlag für Sozialwissenschaften Wiesbaden, ISBN 978-3-531-15698-9.
- Salomon, Albert, 2022: Werke, Bd. 4: Schriften 1949–1954. Herausgegeben von Peter Gostmann und Claudius Härpfer. Wiesbaden: VS Verlag für Sozialwissenschaften Wiesbaden, ISBN 978-3-658-37735-9.
- Salomon, Albert, 2025: Werke, Bd. 5: Schriften 1955–1963, Dokumente, Materialien und Register. Herausgegeben von Peter Gostmann und Claudius Härpfer. Wiesbaden: Springer VS.